# Боградский сельсовет
Боградский сельсовет — сельское поселение в Боградском районе Хакасии.
Административный центр — село Боград.

## История
Статус и границы сельского поселения установлены Законом Республики Хакасия от 7 октября 2004 года № 68 «Об утверждении границ муниципальных образований Боградского района и наделении их соответственно статусом муниципального района, сельского поселения»

## Население
| 2002  | 2010  | 2012  | 2013  | 2014  | 2015  | 2016  |
| ----- | ----- | ----- | ----- | ----- | ----- | ----- |
| 4888  | ↘4846 | ↘4829 | ↘4705 | ↘4623 | ↘4590 | ↗4600 |
| 2017  | 2018  | 2019  | 2020  | 2021  |       |       |
| ↘4561 | ↘4524 | ↘4452 | ↘4418 | ↘3828 |       |       |

## Состав сельского поселения
В состав сельского поселения входят 3 населённых пункта:
| № | Населённый пункт | Тип населённого пункта       | Население |
| - | ---------------- | ---------------------------- | --------- |
| 1 | Белелик          | деревня                      | ↘137      |
| 2 | Боград           | село, административный центр | ↘3710     |
| 3 | Давыдково        | деревня                      | ↗39       |

## Местное самоуправление
Администрация
с. Боград, Новая, 11-А
Глава администрации
- Райков Андрей Николаевич